# 弗罗茨瓦夫座堂岛

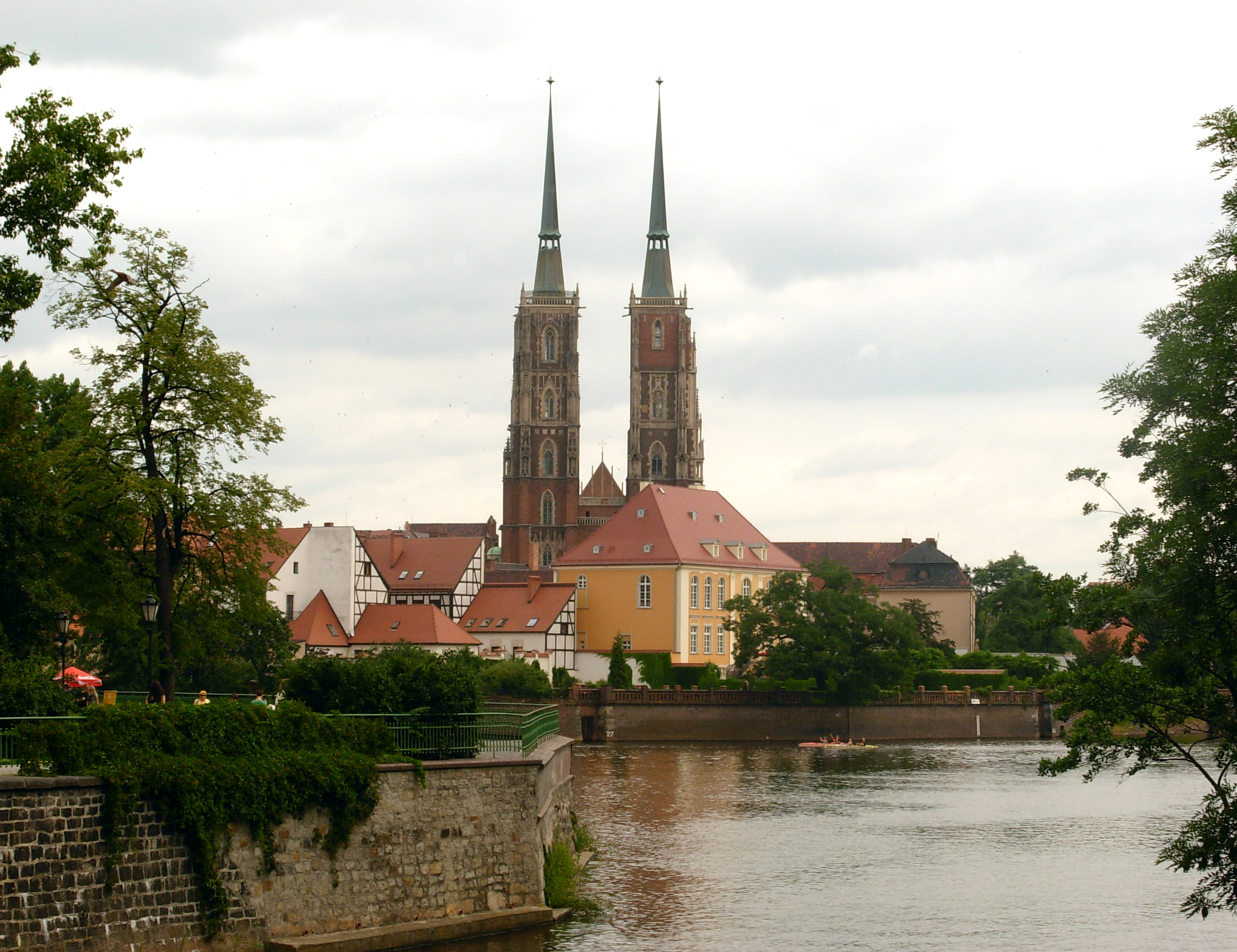
弗罗茨瓦夫座堂岛

弗罗茨瓦夫座堂岛（波兰语：Ostrów Tumski）是波兰城市弗罗茨瓦夫最古老的一部分。曾经是一个奥得河上的一个小岛。
考古发掘表明，该地区西部圣马丁教堂和圣十字堂之间首先有人居住，最初为木制建筑，建于9世纪，由沿河修筑的城墙环绕，当时大约有1500居民。第一座固定建筑为圣马丁教堂，由本笃会修士建于11世纪初，不久建立了第一座主教座堂，取代了小教堂。
弗罗茨瓦夫圣若翰洗者主教座堂，

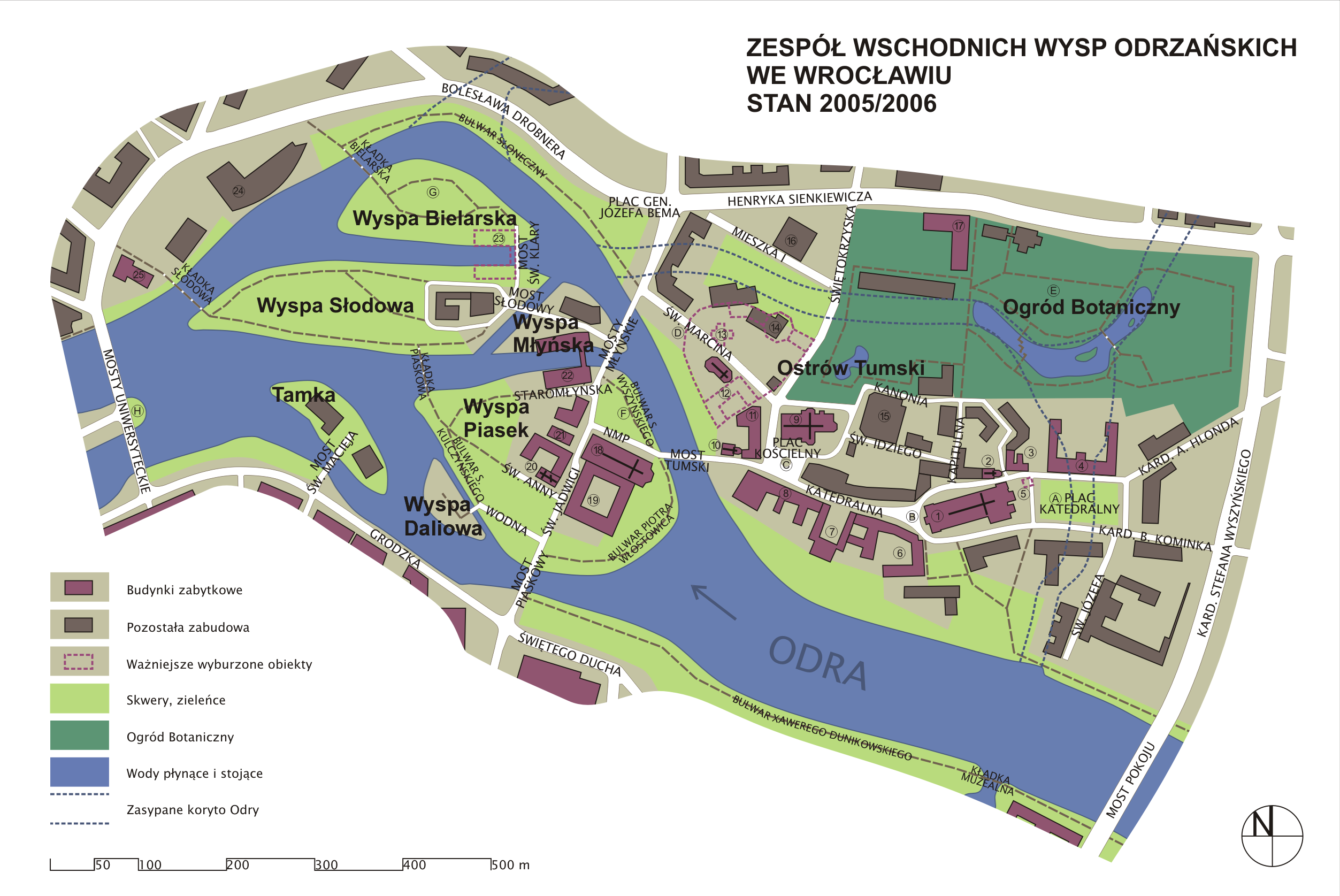
座堂岛

1163年，这一居民点遭到流放归来的波列斯瓦夫一世的洗劫。他控制该地区后，等待西里西亚政治局势的稳定，选择此处作为他新的基地。他建造砖墙取代原来的木墙，并建造了罗曼风格的宫殿。
1315年，座堂岛出售给教会当局。由于岛屿不再在世俗政权的管辖之下，常常被弗罗茨瓦夫犯法者利用为避难所。该岛的特殊地位，禁止在头上戴任何物品。